# Aaron Carter
Aaron Charles Carter, född 7 december 1987 i Tampa i Florida, död 5 november 2022 i Lancaster i Kalifornien, var en amerikansk rappare, sångare och skådespelare. Han blev först känd som pop- och hiphopsångare i slutet av 1990-talet och etablerade sig som en stjärna bland unga och tonåringar under de första åren av 2000-talet, med sina fyra studioalbum. Han var vid flera tillfällen förband till Backstreet Boys där hans äldre bror, Nick Carter, är en av medlemmarna.

## Biografi
Aaron Charles Carter föddes den 7 december 1987 i Tampa i Florida, där hans föräldrar, Jane Elizabeth (född Spaulding) och Robert Gene Carter (1952–2017), drev ett äldreboende. Familjen var ursprungligen från Jamestown i New York, där hans äldre bror Nick Carter, från pojkbandet Backstreet Boys, föddes.
Carter hade fyra syskon, Nick (medlem i Backstreet Boys), Angel (tvillingsyster) och Bobbie Jean (BJ) som dog i december 2023. Leslie Carter, som också var aktiv inom musikbranschen, dog den 31 januari 2012, 25 år gammal.
Carter var kortvarigt förlovad med nakenmodellen Kari Ann Peniche i september 2006.
Han hade en son som heter Prince (född 2021).

### Musikkarriär
Aaron Carter gick redan som 6-åring med i ett band som hette Dead End, men ville sedan sjunga solo. När han var 9 år inledde han sin popkarriär och släppte sitt självbetitlade debutalbum 1997 vid nio års ålder. Albumet sålde en miljon exemplar över hela världen. Carters andra album Aaron's Party (Come Get It) släpptes 2000 och sålde tre miljoner exemplar i USA. Som andra singel från albumet gjorde han en cover på I Want Candy. Därefter gästspelade han på Nickelodeon och turnerade med Backstreet Boys kort efter skivans utgivning. Carters nästa album, Oh Aaron, fick också platinacertifikat, kort efter släppte han vad som skulle bli hans sista studioalbum på 16 år, Another Earthquake!, 2002, följt av hans Most Requested Hits-samling. 
År 2011 gjorde Carter comeback med låten Dance with me tillsammans med Flo Rida. År 2014 släppte han singeln "Ooh Wee" med rapparen Pat SoLo. Carter släppte singeln "Fool's Gold" den 1 april 2016, och en EP med titeln LøVë i februari 2017. Hans femte studioalbum med samma namn släpptes den 16 februari 2018.
Han spelade bland annat in låtarna Crush On You, Crazy Little Party Girl och I'm Gonna Miss You Forever. 
Under den senare delen av hans karriär ägnade han sig främst åt rap.

### Övrigt
Carter medverkade i underhållningsprogrammet Dancing with the Stars. Han medverkade även i Broadway-musikalen Seussical, off-Broadway-musikalen The Fantasticks, och gjorde flera engångsföreställningar.

### Hälsa
Som vuxen drabbades Aaron Carter av drogmissbruksproblem. I september 2017 vägde Carter 52 kg, vilket med hans längd på 180 cm motsvarar ett BMI på 17 (normalt BMI för den längden är mellan 18,5 till 25). Han fick rådet att gå med i ett drogrehabiliteringsprogram. Carter lade in sig själv på Alo House, ett behandlingscenter i Malibu i Kalifornien. I februari 2018 meddelade han att hans tillstånd förbättrats och att hans vikt då var 73 kg.

## Död
Den 5 november 2022 bekräftade representanter för Carter att han hade avlidit 34 år gammal i sitt hem i Lancaster i Kalifornien. Polisen uppgav att de hade fått ett larmsamtal från Carters granne som berättade att en man hade drunknat. Enligt TMZ hittades Carter i sitt badkar.